# Varosia
Varosia (in greco Βαρώσια, in turco Maraş) è un quartiere di Famagosta abbandonato in seguito agli scontri tra greco-ciprioti e turco-ciprioti.

## Storia

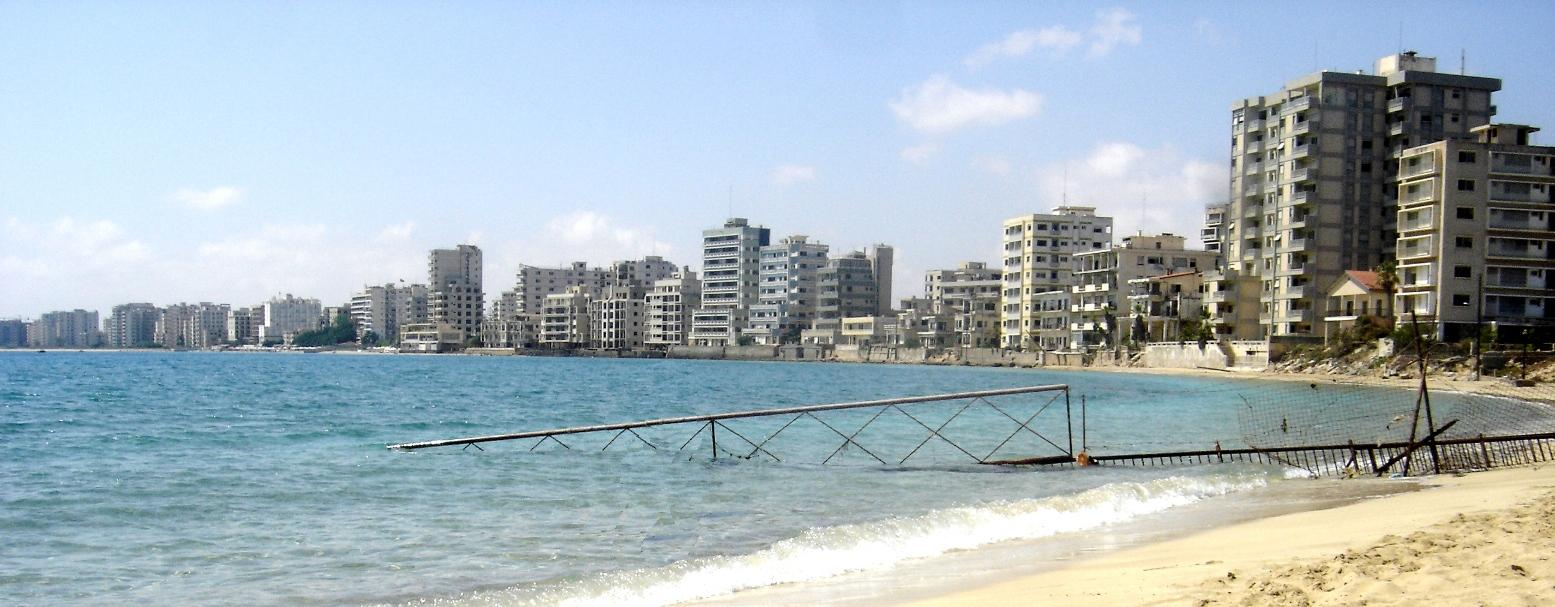
Varosia nel 2006

Varosia, tra gli anni sessanta e gli anni settanta, era il luogo turistico per eccellenza di Cipro e attirava molti turisti. Vennero costruiti molti alberghi di lusso a molti piani sul mare.
Nell'agosto del 1974 l'isola di Cipro fu invasa dall'esercito turco, che avanzò fino alla cosiddetta Linea Attila che ancor oggi segna il confine tra la comunità turca e quella greco-cipriota.
Poche ore prima che la città di Famagosta venisse attaccata dall'esercito turco, temendo un massacro, gli abitanti e i turisti di Varosia scapparono. Molti si rifugiarono a sud, in direzione di Paralimni, Dherynia e Larnaca.
L'esercito turco chiuse Varosia in un recinto spinato per vietare l'accesso e tutt'oggi questo quartiere è abbandonato.

## Condizioni attuali
Il tempo e i fenomeni atmosferici stanno logorando gli edifici. Il quartiere ha assunto un aspetto inquietante e spettrale, ma sarebbe ancora recuperabile. Quelle che un tempo erano spiagge di lusso sono diventate la zona di riproduzione di molte tartarughe marine.